# Jun Kaname
Jun Kaname (要 潤 Kaname Jun?, n. 21 de febrero de 1981) es un actor japonés. Debutó como actor en 2001, en la serie tokusatsu "Kamen Rider Agito". Aparece tanto en dramas como en películas, comerciales, obras de teatro, programas de tv, entre otros. Colaboró al lado de la actriz Sakura Ando, en la serie de TV Manpuku, que se transmitió de 2018 a 2019, a través de la cadena japonesa NHK

## Vida personal
El 28 de abril de 2013, anunció su compromiso con una mujer no-celebridad. El 26 de diciembre de ese mismo año, su esposa dio a luz a un niño. El 24 de diciembre de 2015, nació su segundo hijo.

## Filmografía
- Kamen Rider Agito (TV Asahi 2001) - como Makoto Hikawa/Kamen Rider G3
- Kono Fuyu no Koi (2002)
- Shin Ai no Arashi (2002)
- Tensai Yanagisawa kyoju não Seikatsu (2002)
- Mantenhan (NHK 2002) - como Takashi Nakashima
- Boku to Kanojo para Kanojo no Ikiru Michi (Fuji TV 2003) - como Kishimoto Hajime
- Good Luck!! (TBS 2003) - como Takayuki Abe
- Kaidan Shin Mimibukuro (2003)
- Doubutsu não Oisha-san (TV Asahi 2003) - como Nikaidou Akio
- Kokoro no Teryōri (2003)
- Koibumi carta de amor (TBS 2003) - como Wakabayashi Makoto
- Leão Sensei (NTV 2003) - como Masaru Hayakawa
- Sanji não Oyatsu (2004)
- 19 Fronteiras (2004)
- Chushingura (2004)
- Mãe e amante (2004)
- Denshi Ga Kireru Made (TV Asahi 2004) - como Mamiya Kyotaro
- Presente Últimaラストプレゼント (NTV 2004) - como Aki Rentaro
- Naniwa Kin-fazer yu (2005)
- Setsuna ni Nite Setsunaku (2005)
- Magarikado no Kanojo(Fuji TV 2005) - como Komoto Kazuki
- YAOH SP(TBS 2005) - como Osamu Shu
- Tokyo Wonder Tours (2005)
- Konya Hitori No Beddo (TBS 2005) - como Ichinose Ryou
- Hotaru no Haka (NTV 2005) - como Sawano Yoshie
- YAOH(TBS 2006) - como Osamu Shu
- Shōjo niwa Mukanai Shokugyō (2006)
- Tantei Gakuen Q SP (NTV 2006) - como Toyama Kintarou (Kinta)
- Taiyo no Uta (TBS 2006) - como Kudou Youhei
- Kiraware Matsuko não Issho ( TBS 2006) - como Ryu Youichi
- Tatta Hitotsu no Koi (NTV 2006) - como Tsukioka Tatsuya
- Tenshi no Hashigo (2006)
- Himitsu no Hanazono (Fuji TV 2007) - como Kataoka Satoshi
- Tantei Gakuen Q (NTV 2007) - as Toyama Kintarou (Kinta)
- Katagoshi no Koibito( TBS 2007) - as Kikazaki Ryo
- Sugata Sanshiro (TV TOKIO 2007) - como Tsukui Josuke
- Ashita No Kita Yoshio (Fuji TV 2008) - como Moriwaki Daisuke
- Kimi Hannin Janai Yo Ne? (TV Asahi 2008) - como Udagawa Norio
- TAIYO A UMI NO Kyoshitsu - (Fuji TV 2008 EP 2) - como Kawabata
- KOI Kara No SAWAGI - Love Stories V(NTV 2008) - como Shunsuke
- Ryusei no Kizuna (TBS 2008) - as Togami Yukinari
- RESCUE(TBS 2009) - as Katsuragi Kosuke
- Godhand Teru (TBS 2009) - como Shinomiya Ren
- Atashinchi no Danshi (Fuji TV 2009) - como Okura Fuu
- Shōkōjo Seira (TBS 2009) - como Yoshito Kurisu
- Untouchable(TV Asahi 2009) - como Toyama Shiro
- Naka nai to kimeta Hi(Fuji TV 2010) - como Nakahara Shota
- Ryōmaden (NHK 2010) - como Sawamura Sonoj
- LADY Saigo No Hanzai Profile (TBS 2011) - como Terada Takehiko
- Kyō Kara Hitman (2014)- como Tokichi Inaba
- Hana Moyu (NHK 2015) - como Irie Kuichi

### Cine
- Kamen Rider Agito: A New Transformation as Makoto Hikawa/Kamen Rider G3 (2001)
- Kamen Rider Agito: Project G4 as Makoto Hikawa/Kamen Rider G3 (2001)
- Kamen Rider Ryuki: Episode Final (2002)
- Janki Kuzure (2003)
- Tenshi no Kiba (2003)
- Casshern (2004)
- Kame wa Igaito Hayaku Oyogu (2005)
- The Secret Show (2005)
- Bashment (2005)
- Udon (2006)
- Retort Life (2007)
- Pyū to Fuku! Jaguar (2008)
- Parallel (film) (2009)
- Goemon (2009)
- Blood: The Last Vampire (2009)
- Subete wa Umi ni Naru / All to the Sea (2010)
- ガール/Girl (2012)
- Age Harrassment (2015)
- Destiny: Kamakura Story (2017)

### Obras de teatro
- Usotsuki Yajiro (2007)

### Videos musicales
- Precious Days/SHY (2004)
- Dareka no Negai ga Kanau Koro/Hikaru Utada (2004)
- Kaze no Runner/SunSet Swish (2006)
- My pace/SunSet Swish (2006)
- Natsu ga Kureba/SunSet Swish (2006)